# Roland Nilsson
Roland Nilsson (f. 27. november 1963) er en svensk fodboldtræner fra Helsingborg, der tidligere var spiller på topplan. Han har været træner for F.C. København i Superligaen, men blev fyret efter en halvsæson
Nilsson spillede 116 kampe for det svenske landshold og var bl.a. med ved VM i fodbold 1994 i USA, hvor Sverige vandt bronze. Som træner er Roland Nilsson kendt som en dygtig taktiker og mandskabsbehandler og foretrækker offensiv og flydende fodbold frem for den mere forsigtige tilgang. Han bliver, af flere journalister, sammenlignet med Ståle Solbakken idet at han også besidder et stort vindergen og ser pasningsspillet som værende en af de vigtigste faktorer.